# Nic van Bruggen
Nikolaas Jan Karel (Nic) van Bruggen (Merksem, 17 maart 1938 – Antwerpen, 14 juli 1991) was een Vlaams dichter, 'Pink Poet', flamingant, publicist, kunstcriticus, sportjournalist, reclametekstschrijver en beeldend kunstenaar. Als grafisch kunstenaar gebruikte hij de naam Nikolaas.

## Leven en werk
Nic van Bruggen p.p. werd in 1938 te Merksem geboren. Hij was medeoprichter en redacteur van het Antwerpse avant-gardetijdschrift Frontaal (1957-1959). In 1962 verschijnt zijn debuutbundel Een kogel. Daarin betrekt hij verschillende kunstvormen in zijn poëzie: jazzgedichten, poëzie bij plastische kunst enz. Ondertussen schrijft hij kunstkritieken voor onder meer De Nieuwe Gazet. In 1968 is hij medeoprichter, redacteur en later hoofdredacteur van het blad Partner (1968-1972). Op 22 november 1972 richt hij samen met Patrick Conrad het literair salon Pink Poets (1972-1982) op, dat zich met taalgerichte, neoromantische en experimentele poëzie afzette tegen het nieuw realisme. Hij was ook redacteur van Diogenes (1984-1992). 
Nic van Bruggen was gehuwd met Anny Arnould. Hij overleed in Antwerpen op 14 juli 1991. Zijn grafmonument bevindt zich op het Schoonselhof op perk R, rij 6, en bevat zijn gedicht "Ars poëtica".

## Stijl van zijn poëzie
Van Bruggen zocht in zijn gedichten een beeldende stijl, die meer op associatie dan op vergelijking berustte. In het begin van zijn carrière vormden zijn gedichten de wederhelft van moderne beeldende kunst en van zijn eigen abstracte kalligrafieën. Een poëzie opvatting ook gedeeld door andere experimentele dichters zoals Hugo Claus, Hugues C. Pernath, Paul Snoek en Patrick Conrad. Met deze richtte hij in 1972 het kunstenaarscollectief Pink Poets op, dat na tien jaar weer van de hand werd gedaan. Maar de leidende inspiratie neoromantiek en maniërisme bleven, de basis voor een zelfstandige poëzie, waar klank en beeld een belangrijke rol speelden. Henri-Floris Jespers, de essayist, dichter en uitgever van deze beweging formuleerde het beginsel als volgt: "Het maniërisme, vertrekkend van de ondoorgrondelijkheid en de vergankelijkheid, komt tot een bijzondere verhouding tot de voorwerpen en tot de wereld. Het maniëristisch kunstenaarstype kent een intellectuele melancholie, die zich onder meer uit in de veelduidige erotiek. De kunst als gedachtenexperiment staat voor hem hoger dan het alledaagse leven."
Hoewel de avant-gardebeweging Pink Poets niet meer bestond, bekende Van Bruggen zich nog lang als proponent van deze stroming en liet hij op het titelblad van bundels zijn naam vergezeld gaan van de initialen pp. Het decadentisme was typerend voor negentiende-eeuwse dichters als Charles Baudelaire, Paul Verlaine en Joris-Karl Huysmans. Ze bedronken zich aan de bedwelmende schoonheid van bloemen, vrouwen, in een vlucht voor de werkelijkheid. De gedichten van Van Bruggen zijn  een cultus van de vorm, waarin hij vaak synesthesieën toepast, een vermenging van kleur, klank, gevoel en geur. De barokke woorden en beeldenstromen zijn het dandyesk verzet tegen de maatschappij. In de bundel Ademloos seizoen, die in 1974 verscheen, triomferen liefde en de weemoed.

### Dichtbundels
- Een kogel (1962)
- Jardins des modes (1963)
- Rameau in maart (1967) een keuze uit de twee eerste bundels aangevuld met enkele nieuwe gedichten
- Een kreet van hoog allooi (1970)
- Een benauwde levenslijn (1972)
- Tussen Huis en Jaargetij (1973)[5]
- De Combourg sonnetten
- Ademloos seizoen. Gedichten 1972-1974 (1974)
- Tussen feestend volk (1977)
- 100 Gedichten (1977) bloemlezing uit vorige bundels aangevuld met nooit eerder in boekvorm gepubliceerde gedichten
- Spiersteen (1979) samen met Jetty Roels: een 'foto-poëzie-plaquette', dansfoto's met gedichten[6]
- Vier vrouwen (1980) vier gedichten van Nic Van Bruggen en vier etsen van Jan Burssens
- Lang leve de Koning (1980)
- Odalisken (1981) een suite
- Place des Vosges (1981) een sonnettencyclus
- Litanie (1984) een gedicht
- Leeftijd (1987)
- Vijf Vlaamse ballades (1989)

#### Postume uitgaven
- Nostalgia revisited. Vijftien theatrale gedichten (2002)
- Litanie. Twee gedichten (2009)

### Verhalenbundels
- Muriels droom (1969)
- Buitenspel wuift de grensrechter (1978)
- Het wiel is Rond. De bal is Rond (1982) 5 sportverhalen

### Overig proza
- Matrakkensabbat (1967) essay/pamflet[7]
- Antwerpen, de wereld der Sinjoren (1968)
- De januari-revolte (1968) essay
- Uit het dagboek van een Pink Poet (1975)
- Jan Van Riet (1977) tentoonstellingscatalogus
- Hannovers ontwaken (1988) roman

## Prijzen en bekroningen
- 1961 - Prijs van de provincie Antwerpen
- 1973 - Poëzieprijs van Knokke-Heist voor het gedicht ‘Ademloos seizoen’
- 1974 - Blanca Gijselenprijs voor ‘Met de kleur van grijs’
- 1976 - Nico Verhoevenprijs voor Facsimilé van een dagboek
- 1978 - Tweejaarlijkse poëzieprijs van De Vlaamse Gids voor de bundel Tussen feestend volk
- 1981 - Prijs van de stad Brussel voor de bundel Place des Vosges